# RefTeX
RefTeX és un paquet de programari de gestió de referències dissenyat per usar amb Emacs i BibTeX. Pot col·laborar amb el popular paquet AUCTeX. Es distribueix sota la Llicència Pública General GNU.